# Le Révélateur
Le Révélateur je francouzské filmové drama z roku 1968, které natočil režisér Philippe Garrel. Sleduje malého chlapce (Stanislas Robiolles) a jeho rodiče (Laurent Terzieff a Bernadette Lafont). Jde o němý film, natočený v Mnichově v květnu 1968 Garrelovým tehdejším častým spolupracovníkem Michelem Fournierem. Garrel uvedl, že při každém pokusu o natáčení přišla policie. To mu však příliš nevadilo, neboť do Německa šel natáčet proto, aby mohl sdílet pocit útlaku poblíž vojenských táborů.